# Can Fins
Can Fins és una obra de Mataró (Maresme) protegida com a Bé Cultural d'Interès Local.

## Descripció

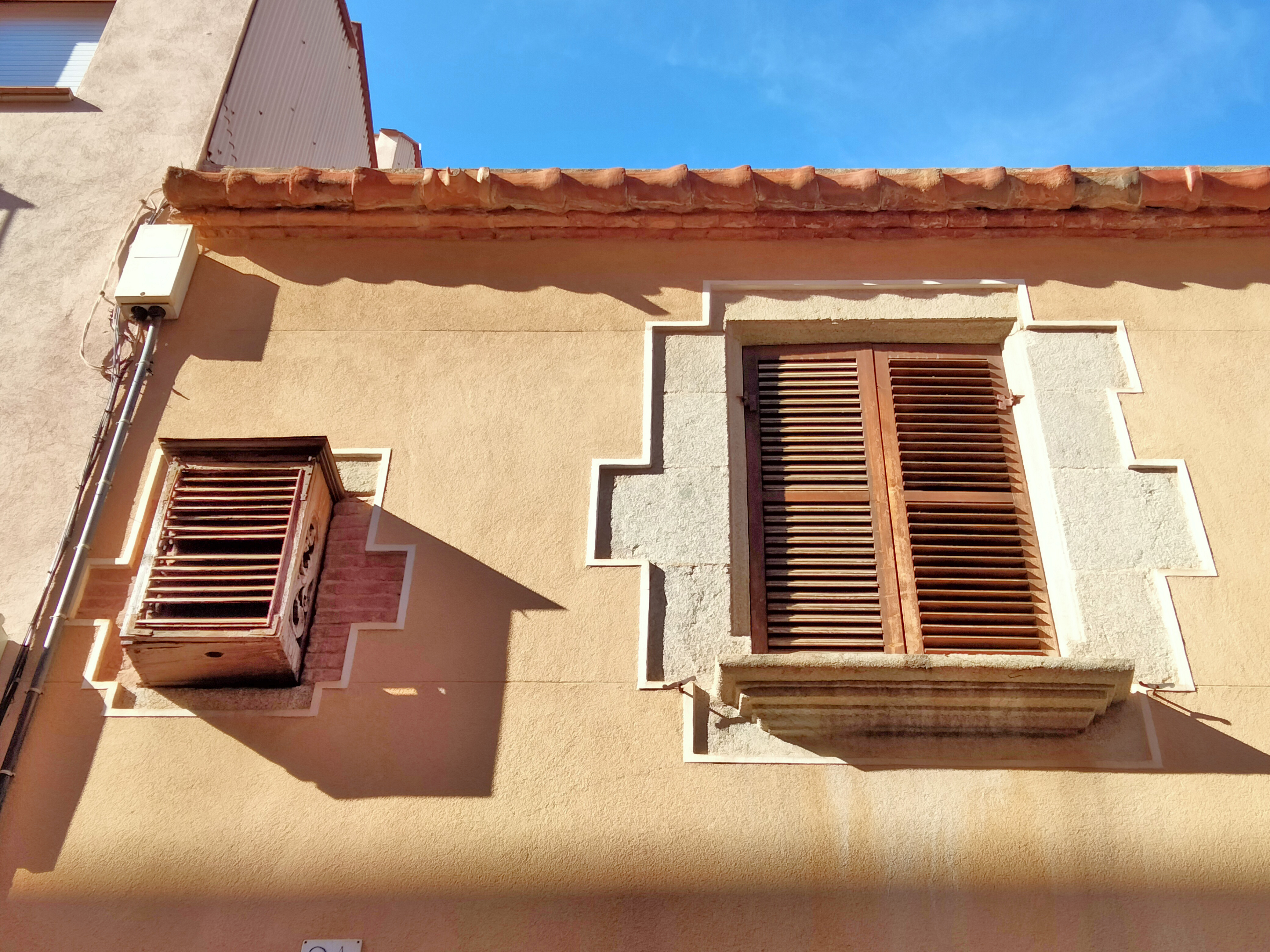
Xafardera i finestra

Casa de planta baixa i pis. Presenta brancals i llinda de pedra al portal d'accés i també a les finestres de planta baixa i planta pis on també hi ha una xafardera de fusta envernissada amb motius gòtics.

## Història
Casa edificada a començaments del segle xvii i conservada pràcticament en el seu estat inicial. Façana al carrer de Bonaire i al carrer de Sant Pere més Alt. Interessant com exemplar típic de casa del segle xvii.